# SV 03 Tübingen
Der SV 03 Tübingen ist ein Mehrspartensportverein aus Tübingen. Bekannt ist der Verein für seine Basketballabteilung, deren erste Mannschaft 2002 als ProBasket Tübingen GmbH aus dem Verein ausgegliedert wurde und unter dem Namen Tigers Tübingen in der Basketball-Bundesliga spielte.

## Geschichte
Der Verein wurde am 20. August 1903 als 1. Tübinger Fußballclub gegründet. 1921 entstand nach Zusammenschluss mit der Tübinger Spielgemeinschaft 1905 der SV 03 Tübingen.
Nach dem Zweiten Weltkrieg gelang dem Verein 1948 der Aufstieg in die Zonenliga, welche damals die höchste Spielklasse im französisch besetzten Gebiet darstellte. Die Tübinger Elf startete überaus erfolgreich. Am Ende der Saison 1948/49 belegte die Mannschaft den zweiten Platz hinter Fortuna Freiburg, dem heutigen Freiburger FC, sie erkämpfte sich damit die Spielberechtigung für ein Ausscheidungsspiel gegen den Zweiten der Zonenliga Gruppe Nord (Rheinland-Pfalz) um den Einzug in die Endrunde der deutschen Fußballmeisterschaft. Nachdem Tübingen 1949 auf das Ausscheidungsspiel verzichtet hatte, bekam der Verein im folgenden Jahr nochmals die Gelegenheit, sich für die Endrunde zu qualifizieren. In der Spielzeit 1949/50 erreichte er erneut den zweiten Tabellenplatz, diesmal hinter dem SSV Reutlingen. Die Endrunde zur deutschen Meisterschaft wurde jedoch erneut verpasst, als im Entscheidungsspiel gegen Wormatia Worms, den Zweiten der Gruppe Nord, deutlich mit 1:6 verloren wurde.
Nach 1950 begann der Absturz des Vereins, der nicht die finanziellen Möglichkeiten anderer hatte. Einige der stärksten Spieler verließen den SV Tübingen. Bei der Neueinteilung der Spielklassen im Jahr 1950 verzichtete der Verein freiwillig auf eine mögliche Qualifikation zur Oberliga Süd. Doch auch die Vertragsspielerklasse der 2. Oberliga und die 1. Amateurliga konnten nicht gehalten werden, so dass Tübingen 1952 in die zweite Amateurliga und 1960 gar in die A-Klasse abstieg.
Die Rückkehr in die höchste Amateurspielklasse gelang 1969 mit dem Aufstieg in die Schwarzwald-Bodensee-Liga. Dort gelang dem Club als Neuling 1970 die Meisterschaft und damit das Erreichen der Aufstiegsrunde zur zweitklassigen Regionalliga Süd, in der man Dritter wurde. 1978 verpasste der Verein die Qualifikation zur neu geschaffenen Oberliga Baden-Württemberg. Nach mehreren Jahren in der Verbandsliga Württemberg verschwand er in der fußballerischen Bedeutungslosigkeit. Nach acht Spielzeiten in der achtklassigen Bezirksliga Alb gelang 2016 der Aufstieg die Landesliga, 2024 stieg man wieder in die Bezirksliga Alb ab.

## Basketball
Die 1. Mannschaft der Basketballabteilung des SV 03 Tübingen nennt sich seit 2003 Walter Tigers Tübingen und spielt in der Basketball-Bundesliga. Seit 1983 spielt das Team mindestens in der 2. Bundesliga.

## Floorball
Die Sharks Tübingen stellen ein Herren-Großfeld-Team in der Regionalliga, welches 2018/19 erstmals den Meistertitel holen konnte, und ein Herren-Kleinfeld-Team in der Verbandsliga Baden-Württembergs. Das Damenteam spielt in der Süddeutschen Liga und holte in der Saison 2018/19 nach 2017/18 zum zweiten Mal den Meistertitel. Auch nahm das Team 2018/19 erstmals am FD-Pokal teil und teilte sich den Dritten Platz, genau wie der Erstligist UHC Weißenfels. Bei den bisherigen drei Teilnahmen an den Deutschen Meisterschaften der Damen im Kleinfeld konnte das Team 2016 den bisher besten Platz als Dritter erlangen.

## Tischtennis
Die Tischtennisspieler des SV 03 Tübingen sind bereits seit 1948 als eigenständige Abteilung organisiert. Die 1. Herrenmannschaft ist in der Saison 2020/21 in der Landesklasse Baden-Württemberg vertreten.

## Bekannte Spieler
Fußball
- Heinz Stickel, später in der Bundesliga u. a. beim VfB Stuttgart und dem 1. FC Kaiserslautern
- Jürgen Marek, später in der Bundesliga beim FC Bayern München
- Wolfgang Haug, später in der 2. Bundesliga beim FC Augsburg
- Helmut Roth, u. a. auch beim TSV 1860 München und dem MSV Duisburg
- Marvin Compper, u. a. auch bei Borussia Mönchengladbach und der TSG 1899 Hoffenheim
- Michael Urban, später in der 2. Bundesliga beim SSV Reutlingen 05

Floorball
- Andreas Kappler, Ex-Nationalspieler und Nationaltrainer
- Alexandra Kappler, Ex-Nationalspielerin
- Simon Zoller, Ex-Bundesliga Spieler bei TV Schriesheim

## Stadion
In seiner erfolgreichsten Zeit trug der SV 03 Tübingen seine Heimspiele im mit einer Holztribüne ausgestatteten Stadion Lindenallee, das nach der nahen Lindenallee benannt wurde. Bei den Aufstiegsspielen zur Regionalliga gegen den 1. Göppinger SV, den FV 09 Weinheim und den SV Waldkirch fanden rund 5.000 Zuschauer im Stadion Platz. Das Stadion lag auf dem Terrain, das für den Bau der Umgehungstrasse der B28, die durch den Schlossbergtunnel führte, benötigt wurde, und wurde deswegen am 21. Januar 1975 geschlossen und kurz danach abgerissen. Seitdem spielen die Gelb-schwarzen im ehemaligen Universitätsstadion, das 1927 erbaut wurde. 2009 wurde die inzwischen längst als SV-03-Stadion bekannte Sportstätte an der Europastraße generalüberholt und mit blauen Tartanbahnen (wie im Berliner Olympiastadion) für die Leichtathletik ausgestattet. Das gesamte Ensemble einschließlich der Stadionumzäunung steht unter Denkmalschutz.